# Метод ітерацій Релея
Метод ітерацій Релея — ітеративний алгоритм обчислення власних значень і векторів, який доповнює ідею зворотного степеневого методу ітеративним обчисленням поточного наближення до власного значення за допомогою відношення Релея.
Метод Релея має дуже велику швидкість збіжності і часто для отримання розв'язку потрібно лише кілька ітерацій. Для симетричних і ермітових матриць за досить добре вибраних початкових значень збіжність кубічна. Однак час виконання кожної ітерації зазвичай пропорційний кубу розміру матриці, тоді як для зворотного степеневого і степеневого методу він квадратичний.

## Алгоритм
Як і в зворотному степеневому методі ми задаємо деяке початкове наближення {\displaystyle \mu _{0}} до власного значення матриці {\displaystyle A} і початковий вектор {\displaystyle b_{0}}, який може бути або випадковим, або відомим наближенням до власного вектора. Далі ітеративно обчислюємо нові наближення до власного вектора {\displaystyle b_{i+1}} за формулою
{\displaystyle b_{i+1}={\frac {(A-\mu _{i}I)^{-1}b_{i}}{||(A-\mu _{i}I)^{-1}b_{i}||}},}, де {\displaystyle I} одинична матриця.
На завершення ітерації обчислюємо наступне наближення до власного значення за допомогою відношення Релея:
{\displaystyle \mu _{i+1}={\frac {b_{i+1}^{*}Ab_{i+1}}{b_{i+1}^{*}b_{i+1}}}.}

## Приклад програмної реалізації
Нижче наведено приклад реалізації мовою GNU Octave.
```
function
 
x
 
=
 
rayleigh
(
A, epsilon, mu, x
)

 
x
 
=
 
x
 
/
 
norm
(
x
);

 
% the backslash operator in Octave solves a linear system

 
y
 
=
 
(
A
 
-
 
mu
 
*
 
eye
(
rows
(
A
)))
 
\
 
x
;
 

 
lambda
 
=
 
y
'
 
*
 
x
;

 
mu
 
=
 
mu
 
+
 
1
 
/
 
lambda

 
err
 
=
 
norm
(
y
 
-
 
lambda
 
*
 
x
)
 
/
 
norm
(
y
)

 
while
 
err
 
>
 
epsilon

  
x
 
=
 
y
 
/
 
norm
(
y
);

  
y
 
=
 
(
A
 
-
 
mu
 
*
 
eye
(
rows
(
A
)))
 
\
 
x
;

  
lambda
 
=
 
y
'
 
*
 
x
;

  
mu
 
=
 
mu
 
+
 
1
 
/
 
lambda

  
err
 
=
 
norm
(
y
 
-
 
lambda
 
*
 
x
)
 
/
 
norm
(
y
)

 
end

end

```